# Scottish World Invitation Tournament 1969
Das Scottish World Invitation Tournament 1969 im Badminton fand vom 13. bis zum 15. März 1969 in der Kelvin Hall in Glasgow statt. Es war die elfte Austragung dieser internationalen Meisterschaften.

## Titelträger
| Disziplin    | Sieger                     |
| ------------ | -------------------------- |
| Herreneinzel | Tan Aik Huang              |
| Dameneinzel  | nicht ausgetragen          |
| Herrendoppel | Tony Jordan Roger Powell   |
| Damendoppel  | Noriko Takagi Hiroe Amano  |
| Mixed        | Tony Jordan Susan Whetnall |